# Classe Churruca

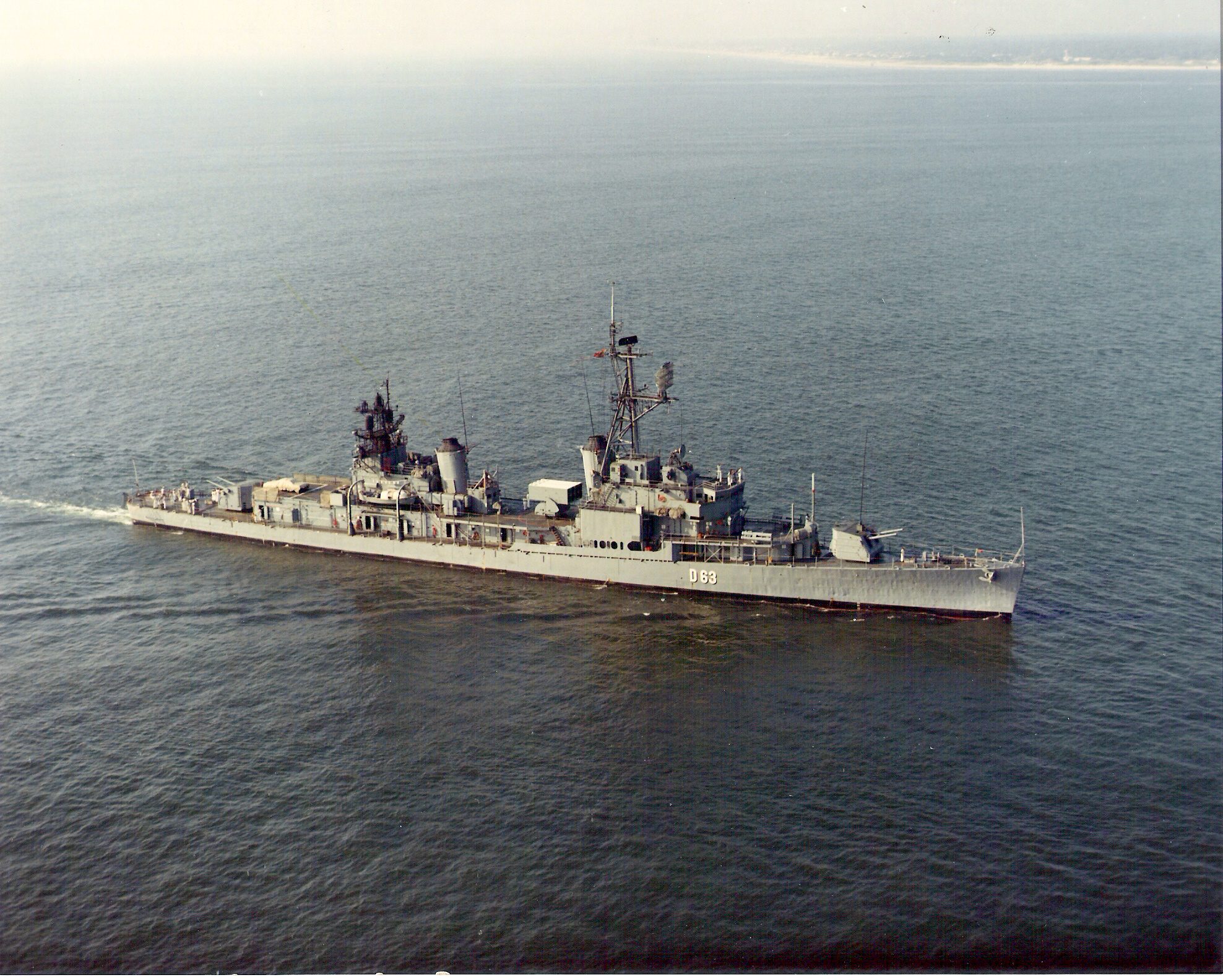
Méndez Núñez, on note l'ajout de la batterie lance-missiles RUR-5 ASROC au centre

La classe Churruca est une classe de destroyers lance-missiles de la marine espagnole.

## Historique
Il s'agit de la classe Gearing américaine, cédée à l'Espagne en vertu d'accords de collaboration militaires. Ils intègrent l'armada dès 1972.

## Navires de la classe Churruca
| Nom          | Nom dans la US Navy | Numéro | Chantiers navals                           | Lancé | Transfert en Espagne | Retiré du service | Motif                            |
| ------------ | ------------------- | ------ | ------------------------------------------ | ----- | -------------------- | ----------------- | -------------------------------- |
| Churruca     | Eugene A. Greene    | D-61   | Federal Shipbuilding Co. Kearny-New Jersey | 1945  | 1972                 | 1989              | Coulé comme cible navale en 1991 |
| Gravina      | Furse               | D-62   | Cosolidated Steel Co                       | 1945  | 1972                 | 1991              | Rebut                            |
| Méndez Núñez | O'Hare              | D-63   | Cosolidated Steel Co.                      | 1945  | 1973                 | 1992              | Rebut                            |
| Lángara      | Leary               | D-64   | Cosolidated Steel Co.                      | 1945  | 1973                 | 1992              | Rebut                            |
| Blas de Lezo | Noa                 | D-65   | Bath Iron Works Co. Bath-Maine             | 1945  | 1973                 | 1991              | Rebut                            |